# Hugo Rodallega
Hugo Rodallega Martínez (ur. 25 lipca 1985 w El Carmelo) – kolumbijski piłkarz grający na pozycji napastnika w EC Bahia, reprezentant Kolumbii.

## Kariera klubowa

### Kariera w Kolumbii i Meksyku
Rodallega zaczynał karierę w klubie z Cali - Boca Juniors de Cali. Jednak pierwszym klubem z którym podpisał profesjonalny kontrakt był kolumbijski Deportes Quindío. W swoim pierwszym sezonie w 32 meczach strzelił 31 goli. Ten wynik spowodował, że już w następnym sezonie młody piłkarz przeszedł do Deportivo Cali. Z tym klubem w 2005 roku sięgnął po tytuł mistrza Kolumbii. Mimo dość udanego sezonu, Hugo zdecydował się na transfer do CF Monterrey - wicemistrza Meksyku. Po bardzo słabym początku sezonu w nowym klubie, Rodallega został wypożyczony do Atlasu. Po powrocie z wypożyczenia nadal był podstawowym zawodnikiem Monterrey, jednak w 15 meczach strzelił tylko jednego gola. To spowodowało, że po zakończeniu sezonu został sprzedany do Necaxy – jednego z najbardziej utytułowanych klubów w Meksyku. Przez następne dwa lata w Primera División rozegrał 50 meczów i strzelił 24 gole.

### Wigan Athletic
20 grudnia 2008 roku Necaxa rozpoczęła negocjacje w sprawie transferu definitywnego z grającym w Premier League Wigan Athletic. Rodallega oficjalnie stał się zawodnikiem Wigan 26 stycznia 2009 roku. Cena transferu wynosiła 4,8 milionów euro.
Już dwa dni później zadebiutował na JJB Stadium wchodząc na ostatnie 12 minut w spotkaniu przeciwko Liverpoolowi. Swojego pierwszego gola dla angielskiego klubu strzelił 9 maja 2009 roku w przegranym 1:3 meczu z West Bromwich Albion. Ostatecznie do końca sezonu rozegrał łącznie 15 spotkań w których trzykrotnie trafiał do siatki rywali, a wraz ze swoją drużyną zajął 11. miejsce w rozgrywkach Premier League. 
W latach 2012–2015 był zawodnikiem Fulham. W 2015 przeszedł do Akhisar Belediyesporu. Następnie występował w tureckich klubach Trabzonsporze i Denizlisporze. 8 lipca 2021 zostaje potwierdzony jako nowy zawodnik EC Bahia, podpisując roczny kontrakt.

## Kariera reprezentacyjna
Rodallega grał w młodzieżowych reprezentacjach Kolumbii. W kwalifikacjach Mistrzostw Ameryki Południowej U-20 strzelił 11 goli w dziewięciu meczach, czym pobił rekord Luciano Gallettiego, który do siatki rywali trafiał dziewięciokrotnie. W reprezentacji Kolumbii zadebiutował w spotkaniu przeciwko Wenezueli. Pierwszego gola dla Kolumbii strzelił w towarzyskim spotkaniu z reprezentacją Maroka. W jednym z meczów Copa América 2007 musiał stanąć na bramce, ponieważ Robinson Zapata dostał czerwoną kartkę, a na ławce rezerwowych nie było innego bramkarza.